# Tökös csaj
A Tökös csaj (eredeti cím: The Hot Chick) 2002-ben bemutatott amerikai tinivígjáték, melynek rendezője Tom Brady, producerei Rob Schneider és Carr D'Angelo voltak a Happy Madison és a Buena Vista Pictures gyártócégeknek, a forgatókönyvet pedig Brady és Rob Schneider írta. A főszerepet Schneider, Anna Faris, Matthew Lawrence, Eric Christian Olsen, Robert Davi, Michael O'Keefe és Rachel McAdams játssza.
A filmet az Amerikai Egyesült Államokban 2002. december 13-án mutatták be, Magyarországon 2003. május 15-én az InterCom Zrt. jóvoltából.

## Cselekmény
Egy Tinilány teste varázslatos módon kicserélődik egy bűnöző testével.

## Szereplők
| Szerep                  | Színész              | Szinkronhang      |
| ----------------------- | -------------------- | ----------------- |
| Clive Maxtone (Jessica) | Rob Schneider        | Józsa Imre        |
| Jessica Spencer (Clive) | Rachel McAdams       | Solecki Janka     |
| April                   | Anna Faris           | Zsigmond Tamara   |
| Billy                   | Matthew Lawrence     | Rajkai Zoltán     |
| Jake                    | Eric Christian Olsen | Bozsó Péter       |
| Richie Spencer          | Michael O'Keefe      | Haás Vander Péter |
| Carol Spencer           | Melora Hardin        | Götz Anna         |
| Fikás                   | Matt Weinberg        | Baráth István     |
| Lulu                    | Alexandra Holden     | Simonyi Piroska   |
| Keecia                  | Maritza Murray       | Haumann Petra     |
| Eden                    | Sam Doumit           | Bognár Anna       |
| Zeppelin                | Megan Kuhlmann       | Simon Eszter      |
| Julie, April anyja      | Leila Kenzle         | Antal Olga        |
| Stan, April apja        | Robert Davi          | Orosz István      |
| Bianca                  | Maria-Elena Laas     | Szabó Gertrúd     |
| Venetia                 | Tia Mowry            | Agócs Judit       |
| Sissy                   | Tamera Mowry         |                   |
| Keecia anyja            | Jodi Long            | Szirtes Ági       |
| Ms. Marjorie Bernard    | Lee Garlington       | Farkas Zita       |
| Madame Mambuza          | Angie Stone          | Némedi Mari       |
| Mambuza Bongo srác      | Adam Sandler         | Csőre Gábor       |
| Mrs. Thomas             | Fay Hauser           | Hirling Judit     |
| Sztiptízbár-tulajdonos  | Scott Dolezal        | Wohlmuth István   |
| Gondnok a diszkóban     | Dick Gregory         | Kun Vilmos        |
| Copfos srác             | Chase Penny          | Welker Gábor      |
| Marlon                  | Mane Andrew          | Pálmai Szabolcs   |
| Fitzi                   | Clark Taylor         | Bodrogi Attila    |
| Ben Feingold            | Steven Kravitz       | Vizy György       |
| Riporter                | Wes Takahashi        | Katona Zoltán     |
| Hírbemondó              | Giselle Fernandez    | Fabó Györgyi      |
| Nawa hercegnő           | Shazia               | Csampisz Ildikó   |
| Csapos a diszkóban      | Scott Dolezal        |                   |

## Gyártás
Adam Sandler volt az executive producer, és egy kis szerepet játszik a filmben, mint a Mambuza Bongo játékos, egy olyan karaktert, amelyet Schneider játszott egy Saturday Night Live szkeccsben. A nővérek Tia és Tamera Mowry, valamint az énekesnők Ashlee Simpson, Angie Stone és Michelle Branch szintén kisebb szerepeket kaptak. A film egy részét a Redondo Union Középiskolában és az El Segundo Középiskolában forgatták.
A forgatás a Nyugat-Los Angeles-i Egyetemi középiskolaban zajlott.
Ashlee Simpson és Michelle Branch énekesnők egy-egy cameoszereppel debütáltak a játékfilmben. Wes Takahashi, az Industrial Light & Magic egykori animátora és vizuális effektusfelügyelője, egy híradós riporter szerepében tűnik fel. Schneider édesanyja, Pilar a szurkolói verseny zsűritagjaként jelenik meg.

## Számlista
1. "Starlight" – Zed
2. "Mess" – Custom
3. "Take Tomorrow" – Butch Walker
4. "Mongoose" – Fu Manchu
5. "Firecracker" – Roxy Saint
6. "Ash To Ash" – Gosling
7. "You're Pretty Good Looking" – Whirlwind Heat
8. "I See You Baby" – Groove Armada, Gram'ma Funk
9. "Stick Em (Rock Like This)" – Liquid Todd, Dr. Luke
10. "Get Into Something" – Jenē
11. "Do Whatcha Gonna Do" – Len
12. "That's What Girls Do" – No Secrets

## Bemutató
A Tökös csaj eredetileg R-besorolású volt, de több jelenetet kivágtak belőle, hogy megkapja a kiterjesztett PG-13-as besorolást. Az R változat Nagy-Britanniában 12A besorolású volt, és ugyanezt a besorolást kapta a PG-13-as moziváltozat is.  
Mielőtt a film a mozikba került, az előzetesek szerint a film címe Miss Popularity volt.

## Hasonló filmek
- Segítség, felnőttem! (1988)
- Nem férek a bőrödbe  (2003)
- Hirtelen 30 (2004)
- Mr Ya Miss (2005)
- Megint 17 (2009)
- Testcsere (2011)
- Nem férek a bőrödbe (2018)
- Picúr (2019)
- Freaky (2020)

## Fordítás
- Ez a szócikk részben vagy egészben  a   The Hot Chick című angol Wikipédia-szócikk fordításán alapul.  Az eredeti cikk szerkesztőit annak laptörténete sorolja fel. Ez a jelzés csupán a megfogalmazás eredetét és a szerzői jogokat jelzi, nem szolgál a cikkben szereplő információk forrásmegjelöléseként.